# 샹강 연예 대학
샹강연예대학(香港演藝學院), 영문명으로 홍콩 공연예술 대학(영어: The Hong Kong Academy for Performing Arts)은 홍콩의 4년제 사립 대학이며 1984년에 첫 개교되었다.
School of Drama, School of Music, School of Dance, School of Chinese Opera, , School of Film & TV 로 구성되어 있다. 
이 중 School of Theatre & Entertainment는 Department of Media Design & Technology, Technical Production & Management, Theatre Design으로 구성되어 있다.   

## 관련 기사
학술 단위 관련 기사
- 홍콩 무용
- 홍콩 음악

## 역사
- 1981년,기수 클럽은 정부가 승인한 완차이의 HMS 타마르와 홍콩 아트 센터 사이의 공터에 아카데미를 건설할 계획을 공식적으로 발표
- 1984년, 홍콩 연예 학원이 설립, 메인 캠퍼스는 지역 회사인 Simon Kwan and Associates에 의해 설계됨.
- 2006년, 포쿠람의 베타니에 제2캠퍼스를 설립

## 학술 단위
- 오페라
- 무용
- 드라마
- 영화
- 음악
- 연극

## 영화 관련 수상 및 성과
2010
- 구오젠 - 제 15회 홍콩 독립 단편 영화 및 비디오 콘테스트 공개 조-챔피언
- 량젠방 - 멕시코 제6회 몬테레이 국제 영화제 국제 단편 영화 부문 "최고의 장편 영화"
- 저우관웨이 - 제2회 항저우 대학생 영화제 "최우수 감독상 및 관객상"

 보관됨 2022-09-29 - 웨이백 머신